# Quest zsilipkamra

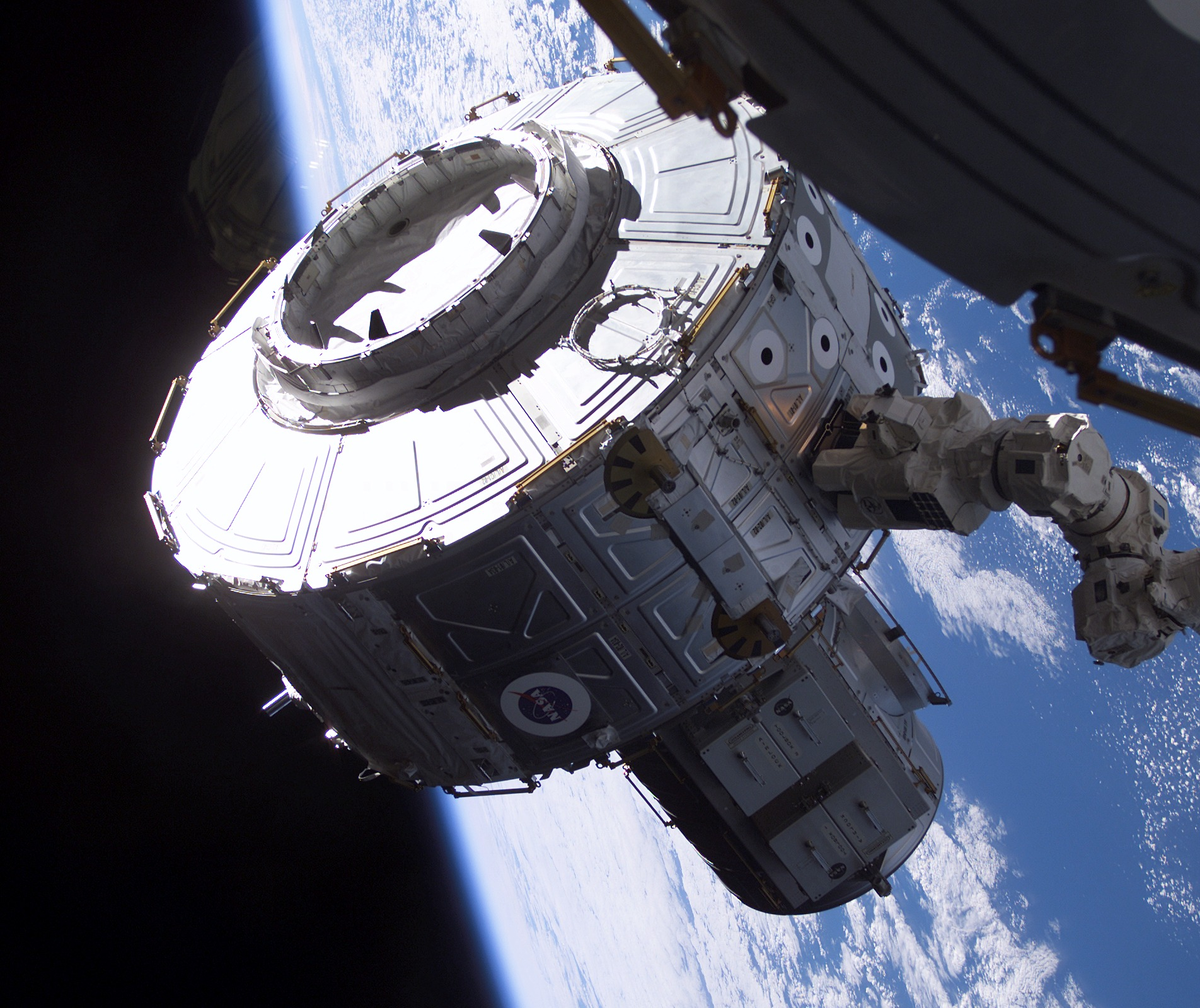
A Quest zsilipkamra rákapcsolás előtt

A Quest zsilipkamra (angolul: Quest Joint Airlock Module) a Nemzetközi Űrállomás fő zsilipkamrája, innen végezhetnek űrsétát az amerikai és az orosz szkafanderekben.
A Quest telepíése előtt az orosz űrsétákat a Zarja kiszolgáló modulból, vagy a Zvezda lakómodulból végezték. Az orosz űrruhákat a zsilipek képesek voltak kiszolgálni, de az amerikai szkafanderek nem fértek át a kialakított nyílásokon. Amerikai űrsétát csak akkor végezték, amikor amerikai űrrepülőgép kapcsolódott az űrállomáshoz. Az amerikai űrruhákat nem lehetett az orosz, orosz szkafandereket az amerikai zsilipkamrákban használni.
Az STS–104 küldetésén vitték fel az űrállomásra. A modult az űrállomás megjavított robotkarjával a 4. napon emelték ki az Atlantis rakteréből. Űrséta végrehajtásával csatlakoztatták az Unity kikötőmodul oldalára. A szerelést végző űrhajósok az űrrepülőgép saját robotkarára szerelt munkaplatformról dolgoztak. A zsilipmodul külső burkolatán két-két oxigén- és nitrogéntartályt is elhelyeztek. Ezek a zsilipeléskor megszökő levegőt pótolják, s egyben tartalék levegőként szolgálnak az űrállomás számára. A telepítés után automatikusan a Quest légzsilip lett az ISS elsődleges űrséta úrvonala.
A Quest két fő részből áll: a nagyobb átmérőjű a műszaki kamra (Equipment Lock): a felszereléseket tartalmazza  az űrruhák és egyéb berendezések tárolására, karbantartására szolgál, a vékonyabb a zsilipkabin (Crew Lock), ahonnan az űrhajósok kilépnek az űrbe. A Space Shuttle zsilipkamrája szerint fejlesztették tovább, hogy használatkor kevesebb levegőt veszítsenek. A két kamrát egy légmentesen záródó ajtó választja el egymástól. Az űrséta a zsilipkabinból veszi kezdetét, miután a levegő nagy részét kiszivattyúzták, majd kinyitották a külső ajtót.
A zsilipkamrát és a tartályrendszert alumíniumból építette a Boeing és a NASA Marshall Space Flight Center (MAS). Hossza 6.1 méter, átmérője 3.96 méter, tömege 6064 kilogramm, térfogata 34 m³. A teljes költsége 164 millió dollár.

## Zsilipelés
A Quest zsilipkamra 6.1 méter hosszú, mégis jó időbe telik, míg az űrsétára (kutatás, szerelés) induló űrhajósok eljutnak egyik végétől a másikig. Ennek legfőbb oka, hogy az űrruhában lényegesen alacsonyabb a légnyomás, mint az űrállomás légterében (1014 mbar, azaz egy atmoszféra helyett csak 296 mbar). Éppen ezért az űrhajósokat ugyanaz az a keszonbetegség veszélye fenyegeti, mint a mély vízből hirtelen a felszínre emelkedő búvárokat: a nyomáscsökkenés miatt vérükből kibuborékosodhat a beleoldódott nitrogén, ami elviselhetetlen ízületi fájdalmakhoz, agyvérzéshez, szívmegálláshoz vezethet. Ezt elkerülendő, az űrséta előtt (még a zsilipmodulon kívül) egy szobakerékpáron végeznek fizikai terhelést, miközben tiszta oxigént lélegeznek be. A vérben oldott állapotban lévő nitrogén nagy része így lecserélhető oxigénre, amelynek oldhatósága nem változik olyan nagy mértékben a nyomás változásával (az űrhajósok az amerikai űrruhában is tiszta oxigént lélegeznek be). Ezután az űrhajósok belépnek a műszaki kabinba, ahol fokozatosan 703 mbar-ra csökkentik a légnyomást, hogy ezzel is könnyebb legyen majd alkalmazkodni az űrruha még kisebb nyomásához. Az űrhajósok felveszik az űrruhát, s minden funkciót kétszeresen ellenőriznek. Mielőtt belépnének a zsilipkabinba, 60 percig tiszta oxigént kell lélegezniük, immár teljesen űrruhába öltözve. A kabint olyan szűkre tervezték, amennyire csak lehetett (körülbelül az űrrepülőgépek zsilipeivel egyenlő méretű), hogy minimalizálják a külső ajtó kinyitásakor fellépő levegőveszteséget. A levegő nagy részét még így is visszaszivattyúzzák az űrállomásba, mielőtt az űrhajósok kilépnének az űrbe (345 mbar-os nyomásig). Ezután az űrhajósok manuálisan kinyitják a külső ajtót - biztonsági okokból az űrállomáson mindegyik így működik -, s máris kezdődhet az űrséta (kutatás, szerelés).

## Külső hivatkozások
- STS–104. youtube.com. (Hozzáférés: 2013. december 4.)

### Magyar oldalak
- Indul az Atlantis – még egy űrállomásnak is kell ajtó (2001. július 14.)